# Plume à l'Outremont
 (mai 2023).
Si vous disposez d'ouvrages ou d'articles de référence ou si vous connaissez des sites web de qualité traitant du thème abordé ici, merci de compléter l'article en donnant les références utiles à sa vérifiabilité et en les liant à la section « Notes et références ».
Albums de Plume Latraverse
À deux faces Les plus pires succès de Plume
Plume à l'Outremont est un album live de Plume Latraverse sorti en 1977. Il est enregistré le 12 février 1977 au Théâtre Outremont à Outremont et paru sur l'étiquette CBS Records la même année.

## Liste des titres
| No  | Titre                                                | Durée |
| --- | ---------------------------------------------------- | ----- |
| 1.  | Si j'étais roi (Carlos Labrosse)                     | 2:17  |
| 2.  | Marie-Lou (Cyril Lepage)                             | 4:08  |
| 3.  | Dédé le dépanneur                                    | 2:07  |
| 4.  | Le tango des concaves                                | 3:12  |
| 5.  | Chanson pour nous autres                             | 6:18  |
| 6.  | Le reel de St-Gnagna                                 | 1:29  |
| 7.  | Breaktime (cure de foie)                             | 0:51  |
| 8.  | Pleine lune                                          | 4:21  |
| 9.  | Le grand barda (Normand Grégoire)                    | 6:12  |
| 10. | Le blues de la bêtise humaine (…et quelques maisons) | 7:14  |
| 11. | Motel Horizon (Latraverse, Robert Séguin)            | 3:02  |
| 12. | Houba houba (intemporel et indéfini)                 | 3:38  |